# 12 оповідань
«12 оповідань» — збірка науково-фантастичних оповідань Володимира Владка, вперше опубліковано 1936 р. видавництвом «Дитвидав», наклад 20 000 примірників.

## Короткий зміст
До збірки увійшло дванадцять оповідань Володимира Владка:
1. «Мертва вода» — вчений Тарп здійснює досліди над «важкою водою»; з'ясовується, що його винахід є смертельною отрутою, а помічники в лабораторії — співробітники спецслужб.
2. «Мати-Всіх-Квітів-і-Всього-Живого» — в далекій африканській країні негри, що працюють на урановому руднику, повстають. Керівник факторії зв'язаний та доставлений до місцевого чарівника, котрий збирається згодувати його квітці, що харчується м'ясом — «Матері-Всіх-Квітів-і-Всього-Живого».
3. «Ракетоплан С-218» — до Землі наближається комета, зустріч із нею загрожує знищити планету. Розробляється план «посунути» Землю з орбіти, планета постраждає — але не загине.
4. «Поразка Джонатана Говерса» — оповідання, засноване на повісті «Ідуть роботарі». На машинобудівних заводах Джонатана Говерса в Нью-Гаррісі відбувається страйк робітників, господар, не бажаючи іти на поступки, вирішує замінити живих людей на роботів.
5. «Блискавка в полоні» — до професора Екслера в кімнату залетіла кульова блискавка. Професору вдалося піймати гостю, однак з'ясувалося, що навіть блискавки не можуть жити в неволі.
6. «Аероторпеди повертають на захід» — перероблений фрагмент роману «Аероторпеди повертають назад». Починається війна між блоком капіталістичних країн та СРСР. З двох секретних аеродромів генерал Штірнер посилає ескадри бомбардувальників, винищувачів та нових радіокерованих безпілотних аероторпед, нашаткованих вибухівкою й термітом. Метою операції є розбомбити нічні Ленінград і Москву. Проте винахід радянських військ обертає повітряну армію проти агресора.
7. «Загибель ескадри» — перероблений фрагмент роману «Аероторпеди повертають назад». З початком війни між блоком капіталістичних держав та СРСР адмірал Шеклсбері на прізвисько «Залізний» керує рухом потужної ескадри водами Фінської затоки до Ленінграда із завданням під прикриттям дредноутів й крейсерів висадити десант. На борту адміральського дредноута «Гемпшир» знаходиться кореспондент газети «Таймс» із завданням описувати похід, що має стати переможним, однак виявляється останнім для кораблів.
8. «Помилка генерала Штрассера» — перероблена 7 глава «Помилка генерала Древора» з роману «Аероторпеди повертають назад». Після знищення накладу роману Владко суттєво переробив її та включив до збірника «12 оповідань» як окреме оповідання.
9. «Кулемет і снайпер» — глава із роману «Аероторпеди повертають назад».
10. «Крижаний наступ» — глава із роману «Аероторпеди повертають назад».
11. «Ім'ям Ради матроських депутатів» — глава із роману «Аероторпеди повертають назад».
12. «Пам'ятник комісара Бабицького»